# Nagycenk
Nagycenk (Duits: Gross Zinkendorf) is een plaats in West-Hongarije, in het comitaat Győr-Moson-Sopron, gelegen in het district Sopron. Het ligt 16 km ten zuiden van Sopron, waar weg 84 zich splitst in 84 en 85.
Nagycenk is bekend geworden als woonplaats van graaf István Széchenyi, een staatsman en schrijver uit de 19e eeuw. In zijn tijd was hij in veel opzichten vooruitstrevend.
Vooral tussen 1830 en 1840 was hij zeer populair. Hij nam het initiatief voor de bouw van de bekende Kettingbrug (Lánc-hid) in Boedapest en stichtte de Academie van Wetenschappen.
Hij stelde hervormingen voor in de economie en in Nagycenk gaf hij de vruchtbaarste delen van zijn grond aan de boeren.
Aan weg 84, in het midden van het dorp, bij de kerk, ligt het dorpskerkhof met het mausoleum voor de graaf. Aan weg 85 ligt zijn paleis. Vier Toscaanse zuilen dragen een balkon met sierlijke hekken. Aan de westkant was de vroegere woonvleugel waar hij vanuit zijn werkkamer op het in Franse stijl aangelegde park keek met de 2,6 km lange lindelaan met 645 lindebomen.

## Afbeeldingen

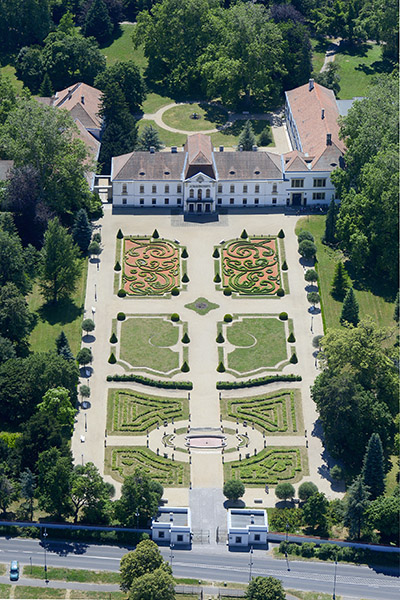
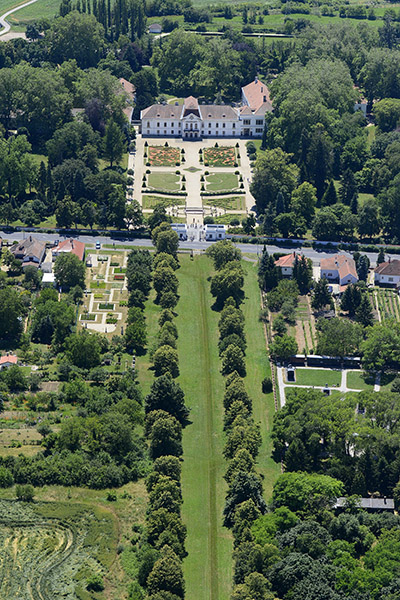
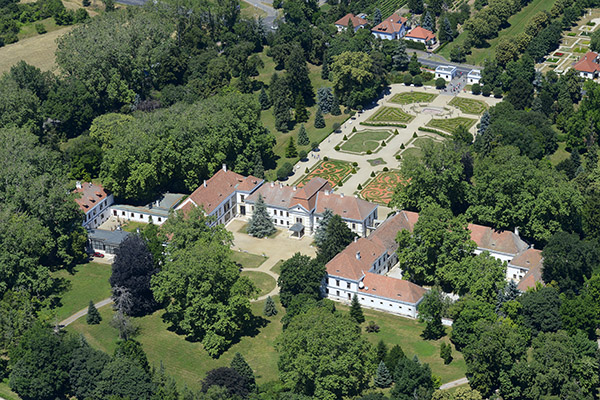
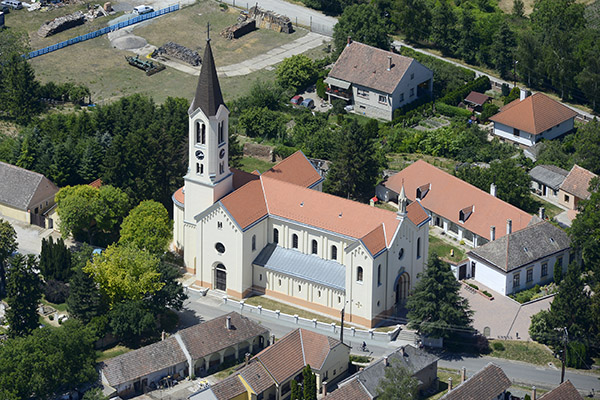
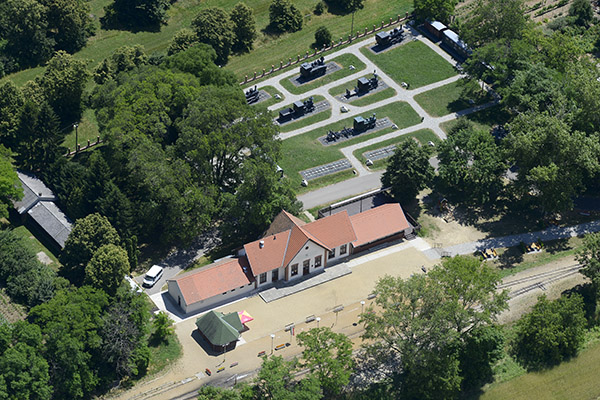
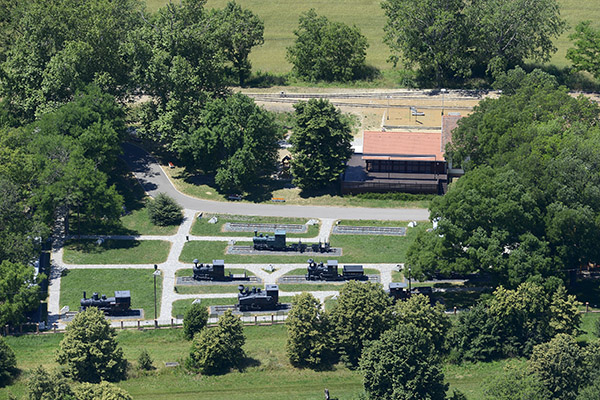
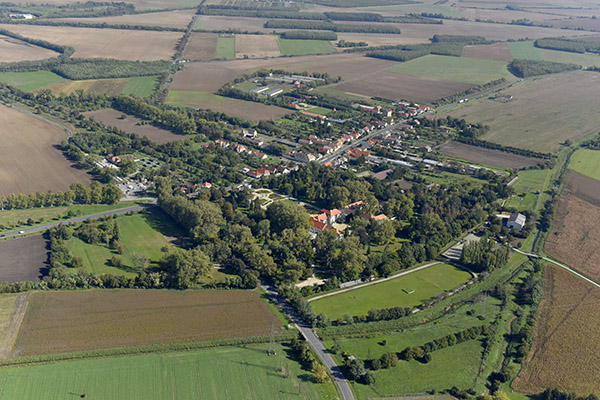
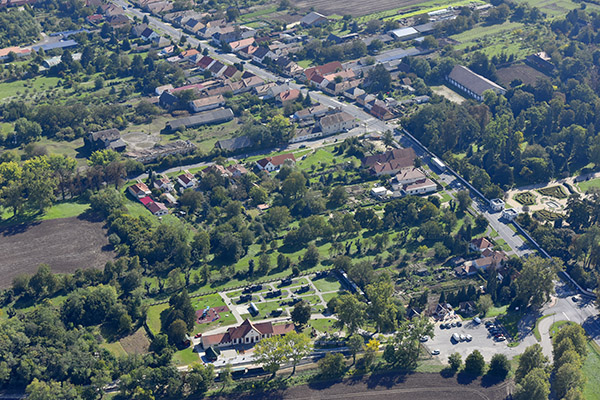
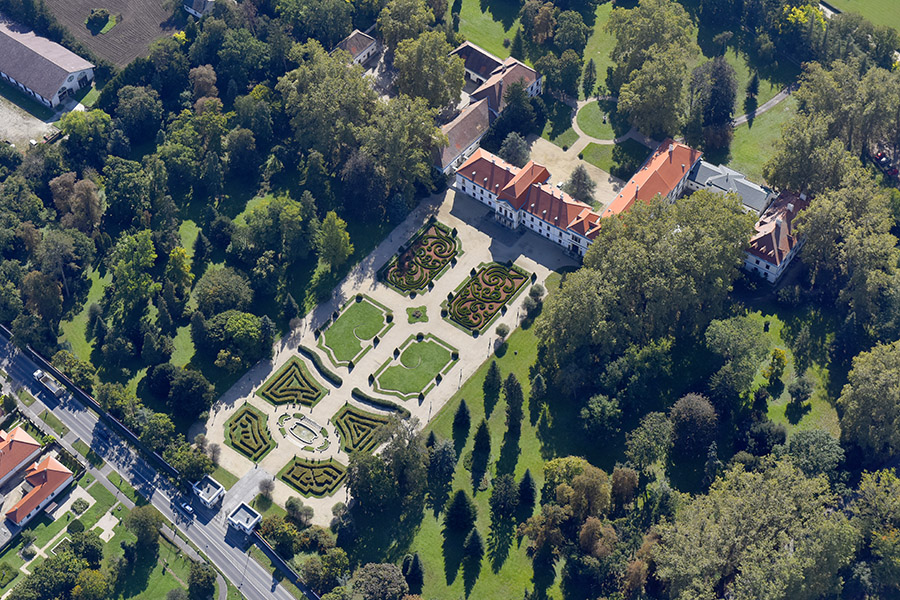
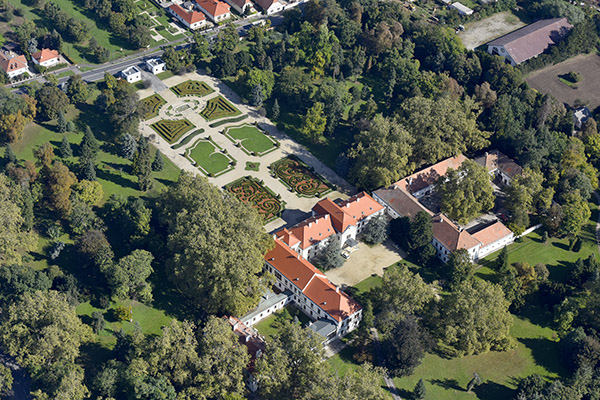
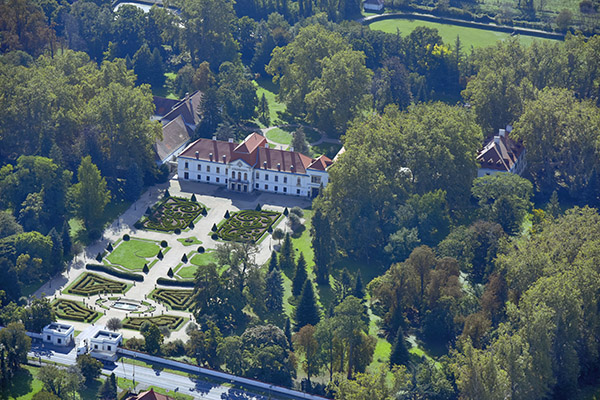
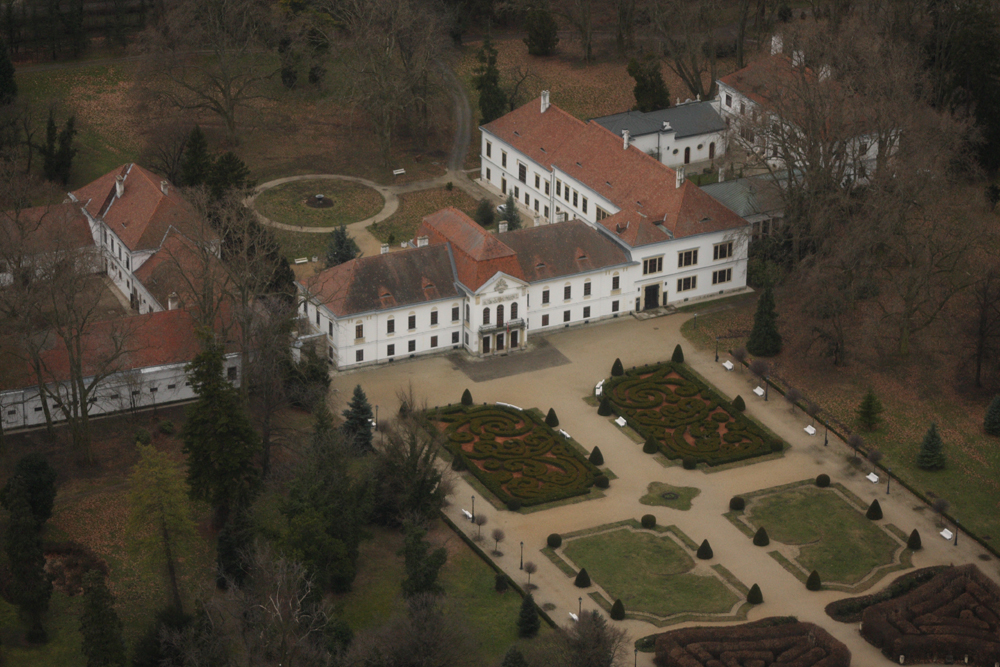
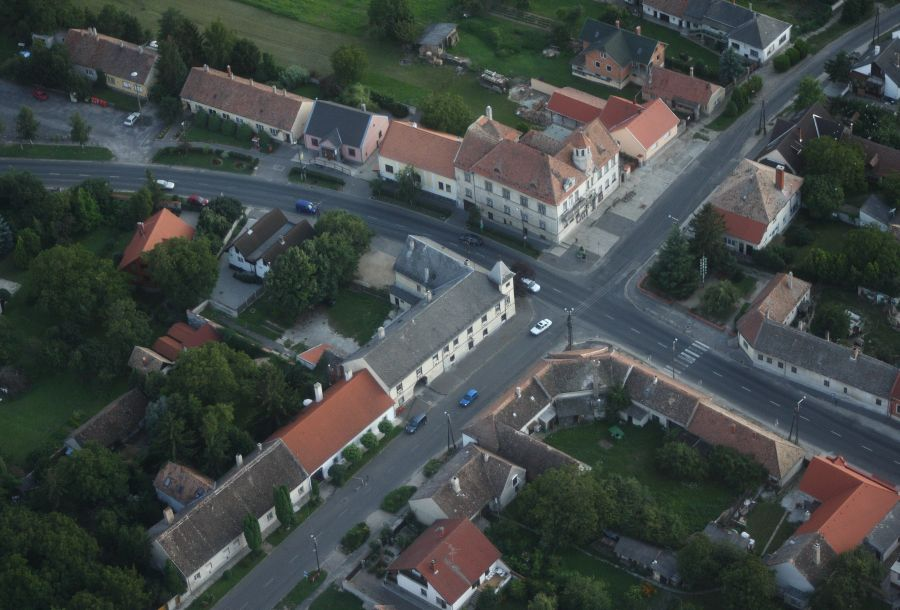